# Honest John Plain
John Splain (Leeds, Inglaterra, 12 de abril de 1952-13 de junio de 2025), conocido con el sobrenombre artístico de Honest John Plain, fue un músico y cantante británico. 

## Trayectoria
A finales de los años 1970 formó parte de las bandas de punk London SS y The Boys. Fue batería en los inicios de Generation X. A lo largo de su carrera ha sido integrante de The Crybabys y The Lurkers. En 1988 colaboró en el proyecto The Dirty Strangers con Keith Richards y Ron Wood, aunque al final sus líneas de guitarra no fueron incluidas en el álbum. En 1996 grabó el disco Honest John Plain & Friends, acompañado por músicos como Campino, Mark Duncan (The Vibrators) y Darrell Bath (UK Subs, Dogs D'amour). Como músico invitado, Splain ha tocado con artistas como Ian Hunter, Die Toten Hosen, Katarro Vandáliko, y Lagartija Nick (guitarra en ‘20 versiones’ y cantando en su propia interpretación de la canción, ‘Going to Mars’).

## Discografía

### Solista
- 1996 - Honest John Plain & Friends
- 2003 - Honest John Plain & Amigos
- 2009 - Untuned
- 2012 - Honest Alive (Honest John Plain and The Landslide Ladies)
- 2016 - Acoustic Menopause

### ConThe Boys
- 1977 - The Boys
- 1978 - Alternative Chartbusters
- 1979 - To Hell with the Boys
- 1980 - Boys Only
- 1989 - The Boys/Alternative Chartbusters
- 1990 - Odds & Sods
- 1990 - Live at The Roxy
- 1993 - Live at the BBC – con The Vibrators
- 1995 - The Best of the Boys
- 1996 - Complete Boys Punk Singles Collection
- 1997 - Powercut – unplugged
- 1999 - BBC Sessions
- 1999 - The Peel Sessions
- 1999 - Sick on You
- 1999 - The Very Best of the Boys
- 1999 - Punk Rock Rarities
- 2014 - Punk Rock Menopause
- 2015 - Undercover-Live in China

### Con The Yobs
- 1980 - Christmas Album
- 1991 - X-Mas II
- 1995 - Leads 3 Amps. United 0-Live Unplugged
- 2001 - The Worst of The Yobs

### Con The Crybabys
- 1991 - Where Have All the Good Girls Gone
- 2000 - Rock on Sessions
- 2002 - Daily Misery
- 2003 - What Kind of Rock N Roll

### Con The Lurkers
- 1979 - New Guitar in Town / Little Old Wine Drinker Me (sencillo)
- 1997 - God’s Lonely Man
- 2000 - The BBC Punk Sessions

### Con Pete Stride
- 1980 - Laugh at Me / Jimmy Brown (sencillo)
- 1980 - New Guitars in Town

### Otras publicaciones
- 1979/1980 - The Rowdies: She’s No Angel / Had Me a Real Good Time (sencillo)
- 1985 - Mannish Boys: Penetration Sensation
- 1995/1996 - Ian Hunter: Dirty Laundry
- 2007 - The Last Rock'n and Roll Band (Con Casino Steel)

### Artista invitado
- 1990 - Die Toten Hosen: Auf dem Kreuzzug ins Glück – 125 Jahre Die Toten Hosen
- 1991 - Die Toten Hosen: Learning English Lesson One
- 1996 - Ian Hunter: The Artful Dodger
- 2000 - Sabre Jet: Same Old Brand New
- 2001 - Casino Steel: VSOP
- 2002 - Die Toten Hosen: Reich & sexy II – Die fetten Jahre
- 2002 - Katarro Vandáliko: Llegando al límite
- 2007 - Lagartija Nick: El Shock de Leia ( Going to Mars, Bonus track)